# Код: Версия 2.0
«Код: Версия 2.0» (англ. Code: Version 2.0) — книга основателя Creative Commons и профессора права Лоуренса Лессига, известного своей критикой относительно продления срока охраны авторских прав, а также исследователя права в интернете. Книга была выпущена в 2006 году под лицензией Creative Commons BY-SA 2.5.
Книга была посвящена Википедии словами: «Посвящается Википедии, одному сюрпризу, который учит нас больше, чем все другие».

## Книга
Книга является переработкой и обновлением другого произведения Лессига, «Код и другие законы киберпространства», написанного в 1999 году в ответ на заявления о том, что государственные органы власти не могли регулировать киберпространство и интернет. Оригинальное исследование Лессига устарело за прошедшие 7 лет с публикации первого «Кода», и правительство дало понять, что правовое регулирование сети интернет неизбежно. Поэтому автор посчитал необходимым обновить свою работу. Лессиг отмечает, что остались люди, по-прежнему не согласные с его точкой зрения, но абсолютно уверен в том, что интернет будет всё больше развиваться и двигаться в более регулируемое законом русло.
Книга «Код: версия 2.0» была написана Лессигом совместно с группой студентов из Стэнфордской школы права. При совместном написании ими использовалась технология Jotspot Code V2 wiki.